# Anastasija Vasyljevová
Anastasija Vasyljevová, ukrajinsky Анастасія Юріївна Васильєва, Anastasija Jurijivna Vasiljeva, (* 18. ledna 1992 Charkov) je ukrajinská profesionální tenistka. Ve své dosavadní kariéře nevyhrála na okruhu WTA Tour žádný turnaj. V rámci okruhu ITF získala do června 2019 devět titulů ve dvouhře a dvacet sedm ve čtyřhře.
Na žebříčku WTA byla ve dvouhře nejvýše klasifikována v srpnu 2014 na 129. místě a ve čtyřhře pak v říjnu 2015 na 145. místě.
V ukrajinském fedcupovém týmu debutovala v roce 2016 ejlatským základním blokem 1. skupiny zóny Evropy a Afriky proti Švédsku, v němž s Olgou Savčukovou vyhrála čtyřhru. Ukrajinky zvítězily 3:0 na zápasy. Do roku 2020 v soutěži nastoupila k jedinému mezistátnímu utkání s bilancí 0–0 ve dvouhře a 1–0 ve čtyřhře.

## Finále na okruhu ITF
| Dotace turnajů okruhu ITF | Dotace turnajů okruhu ITF |
| ------------------------- | ------------------------- |
| 100 000 $ tournaments     | 80 000 $ tournaments      |
| 75 000 $ tournaments      | 60 000 $ tournaments      |
| 50 000 $ tournaments      | 25 000 $ tournaments      |
| 15 000 $ tournaments      | 10 000 $ tournaments      |

### Dvouhra: 26 (9–15)
| Stav       | č.  | datum              | turnaj                   | povrch    | soupeřka ve finále     | výsledek      |
| ---------- | --- | ------------------ | ------------------------ | --------- | ---------------------- | ------------- |
| Finalistka | 1.  | 26. května 2008    | Charkov, Ukrajina        | antuka    | Jelena Kulikovová      | 4–6, 6–7      |
| Finalistka | 2.  | 25. května 2009    | Charkov, Ukrajina        | antuka    | Darja Kuchminová       | 6–2, 3–6, 6–7 |
| Vítězka    | 1.  | 5. listopadu 2010  | Minsk, Bělorusko         | koberec   | Jevgenija Paškovová    | 6–4, 4–6, 6–3 |
| Vítězka    | 2.  | 4. prosince 2010   | Mandja, Indie            | tvrdý     | Luksika Kumkhumová     | 6–2, 3–6, 6–2 |
| Finalistka | 3.  | 27. února 2012     | Bron, Francie            | tvrdý (h) | Maryna Zanevská        | 7–5, 6–7, 3–6 |
| Vítězka    | 3.  | 19. března 2012    | Almaty, Kazachstán       | tvrdý (h) | Michaela Hončová       | 6–4, 6–1      |
| Finalistka | 4.  | 30. září 2012      | Varna, Bulharsko         | antuka    | Viktorija Tomovová     | 1–6, 4–6      |
| Finalistka | 5.  | 10. prosince 2012  | Antalya, Turecko         | antuka    | Viktorija Kanová       | 3–6, 5–7      |
| Finalistka | 6.  | 29. prosince 2012  | Petrohrad, Rusko         | koberec   | Regina Kulikovová      | 0–6, 7–5, 4–6 |
| Vítězka    | 4.  | 27. dubna 2013     | Andijan, Uzbekistán      | tvrdý     | Oxana Kalašnikovová    | 6–4, 7–5      |
| Finalistka | 7.  | 17. června 2013    | Kolín nad Rýnem, Německo | antuka    | Antonia Lottnerová     | 6–4, 4–6, 5–7 |
| Vítězka    | 5.  | 5. srpna 2013      | Moskva, Rusko            | antuka    | Darja Mironovová       | 6–2, 6–3      |
| Vítězka    | 6.  | 8. září 2013       | Moskva, Rusko            | antuka    | Jevgenija Rodinová     | 6–2, 6–1      |
| Finalistka | 8.  | 29. září 2013      | Fergana, Uzbekistán      | tvrdý     | Nigina Abduraimovová   | 6–2, 1–6, 6–7 |
| Finalistka | 9.  | 11. listopadu 2013 | Minsk, Bělorusko         | tvrdý (h) | Margarita Gasparjanová | 4–6, 4–6      |
| Finalistka | 10. | 9. února 2014      | Grenoble, Francie        | tvrdý (h) | Pauline Parmentierová  | 6–2, 0–6, 4–6 |
| Finalistka | 11. | 24. února 2014     | Beinasco, Itálie         | ha        | Anastasija Grymalská   | 6–7, 3–6      |
| Vítězka    | 7.  | 26. května 2014    | Moskva, Rusko            | antuka    | Vitalija Ďjačenková    | 7–5, 6–4      |
| Finalistka | 12. | 28. července 2014  | Plzeň, Česko             | antuka    | Denisa Alertová        | 1–6, 1–6      |
| Vítězka    | 8.  | 13. prosince 2015  | Indore, Indie            | tvrdý     | Karman Thandiová       | 7–5, 2–6, 6–2 |
| Finalistka | 13. | 13. března 2016    | Antalya, Turecko         | antuka    | Anne Schäferová        | 3–6, 3–6      |
| Vítězka    | 9.  | 15. ledna 2017     | Antalya, Turecko         | antuka    | Tayisiya Mordergerová  | 7–5, 6–3      |
| Finalistka | 14. | 22. ledna 2017     | Antalya, Turecko         | antuka    | Alexandra Pospělovová  | 4–6, 6–1, 4–6 |
| Finalistka | 15. | 18. června 2017    | Padova, Itálie           | antuka    | Rebecca Petersonová    | 7–5, 1–6, 4–6 |

### Čtyřhra: 52 (27–25)
| Stav       | č.  | datum              | turnaj                   | povrch    | spoluhráčka            | soupeřky ve finále                              | výsledek          |
| ---------- | --- | ------------------ | ------------------------ | --------- | ---------------------- | ----------------------------------------------- | ----------------- |
| Finalistka | 1.  | 8. října 2007      | Volos, Řecko             | koberec   | Justyna Jegiołková     | Olga Brózdová Magdalena Kiszczyńská             | 3–6, 6–7          |
| Finalistka | 2.  | 18. července 2009  | Bucha, Ukrajina          | antuka    | Jevgenija Paškovová    | Iryna Burjačoková Oxana Užylovská               | 4–6, 4–6          |
| Vítězka    | 1.  | 16. listopadu 2009 | Puné, Indie              | tvrdý     | Nicole Clericová       | Nina Bratčikovová Xenia Palkinová               | 4–6, 6–3, [13–11] |
| Vítězka    | 2.  | 8. června 2010     | Campobasso, Itálie       | antuka    | Julijana Fedaková      | María Irigoyenová Laura Thorpeová               | 2–6, 6–3, 6–4     |
| Finalistka | 3.  | 2. srpna 2010      | Astana, Kazachstán       | tvrdý     | Julijana Fedaková      | Nina Bratčikovová Jekaterina Lopesová           | 4–6, 4–6          |
| Vítězka    | 3.  | 11. října 2010     | Charkov, Ukrajina        | koberec   | Ganna Pivenová         | Marina Šamajkovová Mihaela Buzărnescuová        | 6–4, 6–4          |
| Finalistka | 4.  | 9. května 2011     | Istanbul, Turecko        | tvrdý     | Ganna Pivenová         | Dessislava Mladenovová Andreea Vaideanuová      | 6–4, 4–6, 4–6     |
| Vítězka    | 4.  | 10. října 2011     | Jerevan, Arménie         | antuka    | Anastasija Grymalská   | Ani Amiraghjanová Tatia Mikadzeová              | 6–3, 6–3          |
| Vítězka    | 5.  | 16. března 2012    | Astana, Kazachstán       | tvrdý (h) | Jevgenija Paškovová    | Albina Chabibulinová Ilona Kremenová            | 7–5, 6–2          |
| Vítězka    | 6.  | 28. dubna 2012     | Andijan, Uzbekistán      | tvrdý     | Albina Chabibulinová   | Sabina Šaripovová Jekaterina Jašinová           | 6–0, 6–2          |
| Vítězka    | 7.  | 5. května 2012     | Šymkent, Kazachstán      | tvrdý     | Albina Chabibulinová   | Maja Gaverovová Xenia Palkinová                 | 3–6, 6–1, [10–6]  |
| Finalistka | 5.  | 12. května 2012    | Almaty, Kazachstán       | tvrdý     | Albina Chabibulinová   | Sabina Šaripovová Jekaterina Jašinová           | 4–6, 6–3, [3–10]  |
| Finalistka | 6.  | 19. května 2012    | Fergana, Uzbekistán      | tvrdý     | Albina Chabibulinová   | Ljudmyla Kičenoková Nadija Kičenoková           | 4–6, 1–6          |
| Finalistka | 7.  | 2. června 2012     | Karši, Uzbekistán        | tvrdý     | Albina Chabibulinová   | Darja Lebeševová Jekaterina Jašinová            | 6–7, 2–6          |
| Finalistka | 8.  | 3. srpna 2012      | Moskva, Rusko            | antuka    | Jevgenija Paškovová    | Arina Rodionovová Valerija Solovjovová          | 3–6, 3–6          |
| Vítězka    | 8.  | 24. září 2012      | Varna, Bulharsko         | antuka    | Michaela Boevová       | Borislava Botušarovová Viktorija Tomovová       | 6–1, 7–5          |
| Vítězka    | 9.  | 1. prosince 2012   | Antalya, Turecko         | antuka    | Jevgenija Paškovová    | Laura Ioana Andreiová Janina Toljanová          | 4–6, 6–3, [10–2]  |
| Finalistka | 9.  | 28. prosince 2012  | Petrohrad, Rusko         | koberec   | Julija Kalabinová      | Alexandra Artamonovová Jekatěrina Dzegalevičová | 0–6, 2–6          |
| Vítězka    | 10. | 19. dubna 2013     | Namangan, Uzbekistán     | tvrdý     | Albina Chabibulinová   | Valentyna Ivachněnková Xenia Palkinová          | 6–3, 6–3          |
| Vítězka    | 11. | 27. dubna 2013     | Andijan, Uzbekistán      | tvrdý     | Albina Chabibulinová   | Polina Monovová Jekatěrina Jašinová             | 7–5, 6–4          |
| Vítězka    | 12. | 4. května 2013     | Šymkent, Kazachstán      | antuka    | Albina Chabibulinová   | Polina Monovová Anna Smolinovová                | 2–6, 6–4, [11–9]  |
| Finalistka | 10. | 1. června 2013     | Moskva, Rusko            | antuka    | Jevgenija Paškovová    | Xenia Kirillovová Polina Monovová               | 6–1, 4–6, [4–10]  |
| Vítězka    | 13. | 15. června 2013    | Essen, Německo           | antuka    | Jevgenija Paškovová    | Irina Ramialisonová Constance Sibilleová        | 7–5, 6–4          |
| Vítězka    | 14. | 22. června 2013    | Kolín nad Rýnem, Německo | antuka    | Jevgenija Paškovová    | Tamara Čurovićová Antonia Lottnerová            | 6–3, 5–7, [10–6]  |
| Finalistka | 11. | 24. září 2012      | Brusel, Belgie           | antuka    | Michaela Boevová       | Anna Klasenová Charlotte Klasenová              | 1–6, 3–6          |
| Finalistka | 12. | 10. srpna 2013     | Moskva, Rusko            | tvrdý     | Albina Chabibulinová   | Alona Fominová Anna Škudunová                   | 2–6, 5–7          |
| Vítězka    | 15. | 21. října 2013     | Herzlija, Izrael         | tvrdý     | Julia Bejgelzimerová   | Başak Eraydınová Melis Sezerová                 | 6–3, 6–3          |
| Finalistka | 13. | 28. října 2013     | Istanbul, Turecko        | tvrdý     | Sofia Šapatavová       | Çağla Büyükakçay Pemra Özgenová                 | 3–6, 2–6          |
| Vítězka    | 16. | 18. listopadu 2013 | Bucha, Ukrajina          | koberec   | Sofia Šapatavová       | Anhelina Kalininová Jelizaveta Kuličkovová      | 7–6, 6–2          |
| Vítězka    | 17. | 8. února 2014      | Grenoble, France         | koberec   | Sofia Šapatavová       | Kateryna Kozlovová Margarita Gasparjanová       | 6–1, 6–4          |
| Vítězka    | 18. | 14. dubna 2014     | Karši, Uzbekistán        | Hard      | Albina Chabibulinová   | Jekatěrina Byčkovová Veronika Kuděrmetovová     | 2–6, 7–5, [10–4]  |
| Finalistka | 14. | 26. července 2014  | Sobota, Polsko           | antuka    | Maryna Zanevská        | Barbora Krejčíková Aleksandra Krunićová         | 6–3, 0–6, [6–10]  |
| Finalistka | 15. | 2. srpna 2014      | Plzeň, Česko             | antuka    | Lidzija Marozavová     | Sandra Klemenschitsová Renata Voráčová          | 4–6, 5–7          |
| Finalistka | 16. | 26. prosince 2014  | Pune, Indie              | tvrdý     | Oxana Kalašnikovová    | Anna Morginová Nina Stojanovićová               | 6-7, 4-6          |
| Vítězka    | 19. | 16. února 2015     | Moskva, Rusko            | tvrdý (h) | Lidzija Marozavová     | Natela Dzalamidzeová Veronika Kuděrmetovová     | 6–4, 6–4          |
| Finalistka | 17. | 11. května 2015    | La Marsa, Tunisko        | antuka    | Sofia Šapatavová       | Pemra Özgenová İpek Soyluová                    | 6–3, 3–6, [4–10]  |
| Finalistka | 18. | 15. června 2015    | Minsk, Bělorusko         | antuka    | Pemra Özgenová         | Valentyna Ivachněnková Irina Chromačovová       | 3–6, 0–6          |
| Finalistka | 19. | 22. června 2015    | Moskva, Rusko            | antuka    | Alona Fominová         | Irina Chromačovová Polina Leykinová             | 5–7, 5–7          |
| Finalistka | 20. | 6. července 2015   | Bursa, Turecko           | antuka    | Sofia Šapatavová       | Marina Melnikovová Laura Pousová Tiová          | 4–6, 4–6          |
| Vítězka    | 20. | 16. srpna 2015     | Hechingen, Německo       | antuka    | Andrea Gámizová        | Vivian Heisenová Katharina Lehnertová           | 4–6, 7–6, [10–3]  |
| Vítězka    | 21. | 13. září 2015      | Sofie, Bulharsko         | antuka    | Sofia Šapatavová       | Elitsa Kostovová Kateřina Kramperová            | 6–2, 6–2          |
| Vítězka    | 22. | 18. září 2015      | Dobrič, Bulharsko        | antuka    | Sofia Šapatavová       | Elitsa Kostovová Kateřina Kramperová            | 6–2, 6–0          |
| Finalistka | 21. | 25. září 2015      | Buča, Ukrajina           | antuka    | Olga Iančuková         | Jekatěrine Gorgodzeová Sofia Šapatavová         | 5–7, 2–6          |
| Vítězka    | 23. | 13. prosince 2015  | Indore, Indie            | tvrdý     | Veronika Kapshay       | Dhruthi Tatachar Venugopal Karman Thandi        | 6–1, 6–3          |
| Vítězka    | 24. | 25. prosince 2015  | Puné, Indie              | tvrdý     | Valentyna Ivachněnková | Hsu Chieh-yu Prarthana Thombareová              | 4–6, 6–2, [12–10] |
| Vítězka    | 25. | 20. března 2016    | Antalya, Turecko         | tvrdý     | Olga Dorošinová        | Natálie Novotná Markéta Vondroušová             | 6–2, 6–1          |
| Finalistka | 22. | 2. dubna 2016      | Antalya, Turecko         | tvrdý     | Viktorija Tomovová     | Ayla Aksuová Melis Sezerová                     | 3–6, 3–6          |
| Vítězka    | 26. | 17. července 2017  | Bursa, Turecko           | antuka    | Valentyna Ivachněnková | Dea Herdželašová Alexandra Pospělovová          | 6–3, 5–7, [10–1]  |
| Vítězka    | 27. | 14. ledna 2018     | Antalya, Turecko         | antuka    | Sofia Šapatavová       | İpek Özová Xenia Palkinová                      | 5–7, 6–0, [13–11] |
| Finalistka | 23. | 2. března 2018     | Antalya, Turecko         | antuka    | Amina Anšbová          | Ágnes Buktaová Dea Herdželašová                 | 3–6, 3–6          |
| Finalistka | 24. | 26. března 2018    | Pula, Itálie             | antuka    | Sofia Šapatavová       | Chantal Škamlová Eva Wacannová                  | 1–6, 7–5, [6–10]  |
| Finalistka | 25. | 20. října 2018     | Antalya, Turecko         | tvrdý     | Polina Gubinová        | Johana Marková Magdaléna Pantůčková             | 1–6, 0–6          |

## Postavení na konečném žebříčku WTA

### Dvouhra
| Rok    | 2007 | 2008   | 2009   | 2010   | 2011   | 2012   | 2013   | 2014   | 2015   | 2016   | 2017   | 2018   |
| Pořadí | 851. | ▲ 560. | ▲ 284. | ▼ 406. | ▲ 369. | ▲ 318. | ▲ 221. | ▲ 173. | ▼ 322. | ▼ 367. | ▲ 365. | ▼ 521. |

### Čtyřhra
| Rok    | 2007 | 2008   | 2009   | 2010   | 2011   | 2012   | 2013   | 2014   | 2015   | 2016   | 2017   | 2018   |
| Pořadí | 865. | ▲ 497. | ▲ 294. | ▲ 205. | ▼ 331. | ▲ 284. | ▲ 215. | ▲ 164. | ▲ 149. | ▼ 279. | ▲ 243. | ▼ 400. |